# José Luis Di Palma
José Luis Di Palma  (Mar del Plata, Provincia de Buenos Aires, 31 de marzo de 1966) nacido originalmente como Luis Jose Di Palma , es un piloto argentino de automovilismo. Miembro de la Familia Di Palma, es el hijo mayor del fallecido campeón de Turismo Carretera y TC 2000, Luis Rubén Di Palma. Sus hermanos Andrea, Patricio y Marcos también son pilotos de automovilismo de trayectoria nacional. De los cuatro hermanos, es el único que cuenta con un currículum con trayectoria internacional, ya que desarrolló su carrera en las categorías Fórmula 3 Sudamericana, el Campeonato Europeo de Fórmula Lotus Opel, Fórmula 3 Italiana, Fórmula 3000, Fórmula 2 Británica (donde salió campeón en 1994) y en Indy Lights (Estados Unidos). Participó también en F2 Nacional (Campeón en 1986), TC 2000 y Turismo Carretera. Se retiró de las pistas en el año 2009, al no contar con presupuesto para continuar su carrera en TC y para orientar la carrera deportiva de su hijo Luis José Di Palma.

## Resumen de carrera
| Temporada | Categoría                                | Equipo                   | Carreras | Victorias | Poles | VR | Podios | Puntos | Pos. |
| --------- | ---------------------------------------- | ------------------------ | -------- | --------- | ----- | -- | ------ | ------ | ---- |
| 1984      | Turismo Competición 2000                 | Di Palma                 | 12       | 0         | 0     | 0  | 0      | 46     | 9.º  |
| 1985      | Turismo Competición 2000                 | Di Palma                 | 4        | 0         | 0     | 0  | 0      | 15     | 17.º |
| 1986      | Turismo Competición 2000                 | Berta                    | 4        | 0         | 0     | 0  | 0      | 13     | 17.º |
| 1987      | Fórmula 3 Sudamericana                   |                          | 11       | 0         | 0     | 0  | 0      | 11     | 8.º  |
| 1988      | Fórmula 3 Sudamericana                   | Berta / Ge. Mo. Uruguaya | 12       | 0         | 0     | 1  | 2      | 19     | 7.º  |
| 1989      | Turismo Competición 2000                 | Di Palma                 | 2        | 0         | 0     | 0  | 0      | 0      | NC   |
| 1989      | Fórmula 3 Sudamericana                   | Ge. Mo. Uruguaya         | 4        | 0         | 0     | 0  | 1      | 9      | 9.º  |
| 1990      | Fórmula Opel Lotus Euroseries            | Draco Racing             | ?        | 0         | 0     | 0  | 1      | 39     | 9.º  |
| 1991      | Fórmula Opel Lotus Euroseries            |                          | ?        | 0         | 0     | 0  | 9      | 3      | 19.º |
| 1991      | Campeonato de Italia de Fórmula 3        | Euroteam                 | 1        | 0         | 0     | ?  | 0      | 0      | NC   |
| 1991      | Campeonato de Alemania de Fórmula 3      | Opel Team Schübel        | 1        | 0         | 0     | 0  | 0      | 1      | 28.º |
| 1991      | Fórmula 3000 Británica                   | CoBRa Motorsport         | 7        | 0         | 0     | 0  | 0      | 5      | 11.º |
| 1992      | Fórmula 2 Británica                      | Team AJS                 | 10       | 0         | 2     | 1  | 3      | 20     | 4.º  |
| 1993      | Fórmula 2 Británica                      | Team AJS                 | 10       | 2         | 3     | 1  | 5      | 42     | 3.º  |
| 1994      | Turismo Competición 2000                 | Berta Sport              | 2        | 0         | 0     | 0  | 0      | 0      | NC   |
| 1994      | Fórmula 2 Británica                      | Madgwick International   | 7        | 2         | 2     | 1  | 4      | 34     | 1.º  |
| 1995      | Indy Lights                              | McCormack Racing         | 8        | 0         | 0     | 0  | 0      | 24     | 15.º |
| 1996      | Indy Lights                              | Tasman Motorsports       | 12       | 0         | 0     | 0  | 0      | 56     | 9.º  |
| 1997      | Campeonato Sudamericano de Superturismos | INI Racing               | 7        | 0         | 1     | 0  | 3      | 47     | 8.º  |
| 1997      | Campeonato Sudamericano de Superturismos | Honda Team               | 7        | 0         | 1     | 0  | 3      | 47     | 8.º  |
| 1997      | Turismo Carretera                        |                          | 4        | 0         | 0     | 0  | 0      | 10.5   | 43.º |
| 1997      | Barber Dodge Pro Series                  | 2                        | 0        | 0         | 0     | 0  | 0      | NC     |      |
| 1998      | Turismo Carretera                        | JC Competición           | 16       | 1         | 0     | 1  | 2      | 129.5  | 7.º  |
| 1999      | Turismo Carretera                        | JC Competición           | 16       | 0         | 0     | 0  | 3      | 165    | 4.º  |
| 2000      | Turismo Carretera                        | JC Competición           | 16       | 1         | 0     | 0  | 2      | 126    | 10.º |
| 2001      | Turismo Carretera                        | JC Competición           | 16       | 1         | 2     | 1  | 2      | 145.5  | 4.º  |
| 2002      | Turismo Carretera                        | JC Competición           | 16       | 1         | 1     | 1  | 1      | 77.5   | 16.º |
| 2002      | Top Race                                 | Satriano Competición     | 3        | 0         | 1     | ?  | ?      | 36     | 29.º |
| 2002      | Top Race                                 | MDP Competición          | 3        | 0         | 1     | ?  | ?      | 36     | 29.º |
| 2003      | Turismo Carretera                        |                          | 13       | 0         | 0     | 0  | 0      | 48     | 31.º |
| 2003      | Top Race                                 | MDP Competición          | 6        | 1         | 0     | ?  | ?      | 59.0   | 19.º |
| 2003      | Top Race                                 | Satriano Competición     | 6        | 1         | 0     | ?  | ?      | 59.0   | 19.º |
| 2004      | Turismo Carretera                        |                          | 16       | 0         | 0     | 0  | 0      | 82     | 20.º |
| 2004      | TC Mouras                                | 4                        | 0        | 0         | ?     | 0  | 12     | 30.º   |      |
| 2004      | Turismo Competición 2000                 | Belloso Competición      | 1        | 0         | 0     | 0  | 0      | 0      | NC†  |
| 2005      | Turismo Carretera                        |                          | 16       | 0         | 0     | 1  | 1      | 104    | 12.º |
| 2005      | Turismo Competición 2000                 | Honda Racing Petrobras   | 1        | 0         | 0     | 0  | 0      | 0      | NC†  |
| 2006      | Turismo Carretera                        |                          | 13       | 1         | 0     | 1  | 1      | 66.5   | 20.º |
| 2006      | Top Race V6                              | Selles Competición       | ?        | 1         | 0     | ?  | ?      | 20     | 27.º |
| 2006      | Turismo Competición 2000                 | RV Competición           | 1        | 0         | 0     | 0  | 0      | 0      | NC†  |
| 2007      | Turismo Carretera                        | Selles Racing Team       | 9        | 0         | 0     | 0  | 0      | 16     | 44.º |
| 2008      | Turismo Nacional - Clase 3               |                          | 6        | 0         | 0     | 0  | 0      | 44     | 28.º |
| 2008      | Turismo Carretera                        | CRG Motorsport           | 11       | 0         | 0     | 0  | 0      | 12.5   | 43.º |
| 2008      | Turismo Competición 2000                 | DP-1 Team                | 1        | 0         | 0     | 0  | 0      | 0      | NC†  |
| 2009      | Turismo Competición 2000                 | DP-1 Team                | 2        | 0         | 0     | 0  | 0      | 0      | NC†  |
| 2009      | Turismo Carretera                        | CRG Motorsport           | 11       | 0         | 0     | 0  | 0      | 28.5   | 42.º |
| 2010      | Carrera de la historia de Top Race V6    |                          | 1        | 0         | 0     | 0  | 0      | 0      | 9.º  |
| Fuente:   |                                          |                          |          |           |       |    |        |        |      |

- † Era piloto invitado, por lo que no sumó puntos.

## Resultados

### Indy Lights
(Clave) (negrita indica pole position) (cursiva indica vuelta rápida)

| Año  | Equipo             | 1      | 2     | 3     | 4     | 5      | 6      | 7      | 8     | 9      | 10     | 11     | 12    | Pos. | Puntos |
| ---- | ------------------ | ------ | ----- | ----- | ----- | ------ | ------ | ------ | ----- | ------ | ------ | ------ | ----- | ---- | ------ |
| 1995 | McCormack Racing   | MIA 6  | PHX   | LBH   | NAZ   | MIL    | DET 13 | POR 7  | TOR 5 | CLE 15 | NHA 13 | VAN 20 | LS 25 | 15.º | 24     |
| 1996 | Tasman Motorsports | MIA 15 | LBH 6 | NAZ 6 | MIS 8 | MIL 14 | DET 4  | POR 11 | CLE 7 | TOR 8  | TRO 11 | VAN 6  | LS 13 | 9.º  | 56     |

### Barber Dodge Pro Series
(Clave) (negrita indica pole position) (cursiva indica vuelta rápida)

| Año  | 1   | 2   | 3   | 4   | 5   | 6   | 7      | 8      | 9   | 10 | 11  | 12 | Pos. | Puntos |
| ---- | --- | --- | --- | --- | --- | --- | ------ | ------ | --- | -- | --- | -- | ---- | ------ |
| 1997 | STP | SEB | SAV | LRP | MDO | WGI | MIN 14 | MDO 16 | ROA | LS | REN | LS | 42.º | ?      |

### Turismo Competición 2000
| Año  | Equipo                 | Auto             | 1    | 2   | 3   | 4   | 5   | 6   | 7   | 8   | 9   | 10  | 11  | 12    | 13  | 14  | Res. | Puntos |
| ---- | ---------------------- | ---------------- | ---- | --- | --- | --- | --- | --- | --- | --- | --- | --- | --- | ----- | --- | --- | ---- | ------ |
| 2004 |                        |                  | GR   | VIE | SJU | PAR | SL  | OBE | AG  | CON | RC  | SRA | BB  | BA    | RAF | MDP | -    | -      |
| 2004 | Belloso Competición    | Renault Mégane I |      |     |     |     |     |     |     |     |     |     |     | 4     |     |     | -    | -      |
| 2005 |                        |                  | BA I | PAR | VIE | SJU | OLA | AG  | CUR | OBE | RAF | SRA | CON | BA II | SL  | GR  | -    | -      |
| 2005 | Honda Racing Petrobras | Honda Civic VII  |      |     |     |     |     |     |     |     |     |     |     | Ret   |     |     | -    | -      |
| 2006 |                        |                  | BA I | OLA | CR  | VIE | SFE | SJU | SRA | RES | CUR | SMM | GR  | BA II | OBE | PAR | -    | -      |
| 2006 | RV Competición         | Ford Focus I     |      |     |     |     |     |     |     |     |     |     |     | 10    |     |     | -    | -      |
| 2007 |                        |                  | CR   | GR  | BB  | SMM | SJU | SP  | AG  | SFE | SRA | VIE | BA  | OBE   | SL  | PDE | -    | -      |
| 2007 | DP-1 Team              | Ford Focus I     |      |     |     |     |     |     |     |     |     |     | Ex. |       |     |     | -    | -      |
| 2008 |                        |                  | PAR  | SAL | GR  | SFE | SJU | RES | AG  | BA  | OBE | TRH | VIE | SMM   | PDF | PDE | -    | -      |
| 2008 | DP-1 Team              | Ford Focus I     |      |     |     |     |     |     |     | Ret |     |     |     |       |     |     | -    | -      |
| 2009 |                        |                  | AG   | GR  | OBE | SMM | TRH | RES | BA  | CEN | SFE | SFE | SJU | SJU   | PDF |     | -    | -      |
| 2009 | DP-1 Team              | Ford Focus I     |      |     |     |     |     |     | 14  |     |     |     |     |       |     |     | -    | -      |

#### Copa Endurance Series
| Año  | Equipo    | Auto         | 1   | 2  | 3   | Res. | Puntos |
| ---- | --------- | ------------ | --- | -- | --- | ---- | ------ |
| 2009 |           |              | TRH | BA | PDF | -    | 0      |
| 2009 | DP-1 Team | Ford Focus I |     | 14 |     | -    | 0      |

### Rally Dakar
| Año                           | Clase                       | Vehículo                    | Copiloto                    | Posición                    | Etapas                      |
| Participaciones como piloto   | Participaciones como piloto | Participaciones como piloto | Participaciones como piloto | Participaciones como piloto | Participaciones como piloto |
| ----------------------------- | --------------------------- | --------------------------- | --------------------------- | --------------------------- | --------------------------- |
| 2010                          | Coches                      | Toyota Hilux                | Gerardo Scicolone           | Ret.                        | -                           |
| 2011                          | Coches                      | Toyota Hilux                | Gerardo Scicolone           | Ret.                        | -                           |
| 2013                          | Coches                      | Toyota Hilux                | Marcos Di Palma             | Ret.                        | -                           |
| 2014                          | Coches                      | Toyota Hilux                | Gerardo Scicolone           | Ret.                        | -                           |
| Participaciones como copiloto |                             |                             |                             |                             |                             |
| 2012                          | Coches                      | Toyota Hilux                | Marcos Di Palma             | Ret.                        | -                           |
| 2015                          | Coches                      | Toyota Hilux                | Eduardo Osvaldo Amor        | Ret.                        | -                           |
| 2016                          | Coches                      | Toyota Hilux                | Eduardo Osvaldo Amor        | 67.º                        | -                           |
| Fuente:                       |                             |                             |                             |                             |                             |

## Palmarés
| Título  | Especialidad        | Marca   | Año  |
| ------- | ------------------- | ------- | ---- |
| Campeón | Fórmula Entrecor    | Berta   | 1986 |
| Campeón | Fórmula 2 Británica | Reynard | 1994 |